# Derelophis viettei
Derelophis viettei är en skalbaggsart som beskrevs av Reé Michel Quentin och Jean François Villiers 1972. Derelophis viettei ingår i släktet Derelophis och familjen långhorningar.
Artens utbredningsområde är Madagaskar. Inga underarter finns listade i Catalogue of Life.